# Mușchi bulbospongios
Mușchiul bulbospongios (lat. m. bulbospongiosus) sau bulbocavernos  (în literatura veche), este unul dintre mușchii superficiali ai perineului. Mușchiul bulbospongios este prezent la ambele sexe, dar manifestă origine, inserție și funcție puțin diferite. La bărbat, acest mușchi acoperă bulbul penisului, iar la femeie – bulbul vestibular.

## Structură
Mușchiul bulbospongios este alcătuit din trei grupe de fascicule:
- posterioare - alcătuiesc un strat subțire de fibre musculare care se inseră pe diafragma urogenitală;
- medie sau uretrală - înfășoară bulbul penisului (♂) sau bulbii vestibulari (♀), aderând pe fața dorsală a tunicii albuginea (♂, ♀);
- anterioare sau peniene/clitoridiană - se fixează pe tunica albuginea de pe fața laterală a corpurilor cavernoase (♂, ♀).

### Bărbat
Mușchiul bulbospongios la bărbat este impar, constituit din două porțiuni musculare simetrice, care învelește bulbul penian și regiunea posterioară a corpului spongios al penisului. Mușchiul bulbospongios își ia originea pe centrul tendinos al perineului și pe rafeu la suprafața inferioară a bulbului penian. Mușchiul, acoperind bulbul și prelungirea sa, se fixează pe tunica albuginee și pe fascia superficială de pe partea dorsală a penisului.

### Femeie
La femeie reprezintă un mușchi pereche (lat. musculus constrictor cunni și musculus sphincter vaginae) care înconjoară vaginul, în apropierea orificiului vaginal, și au originea pe centrul tendinos al perineului (la fel ca la bărbat) și pe sfincterul extern al anusului. Mușchiul bulbospongios feminin se inseră în tunica albuginee a fețelor laterală și dorsală ale clitorisului, și pe ligamentul suspensor.

## Funcție
Mușchiul bulbospongios este implicat în procese fiziologice legate de micțiune, erecție și secreție glandelor vestibulare mari și bulbouretrale.
La bărbați, mușchiul se contractă la sfârșitul micțiunii, eliminând ultimele picături de urină din uretră.
Mușchiul bulbospongios participă la fenomenul erecției penisului sau a clitorisului, prin compresarea corpilor cavernoși, a venelor dorsale profunde a penisului/clitorisului, a bulbul penisului, porțiunii posterioară a corpului spongios sau a bulbul vestibular, la femeie. În rezultatul tensionării musculare are loc stoparea refluxului sângelui venos din corpurile cavernoase în timpul erecției. Mușchiul bulbospongios se contractă ritmic în timpul ejaculării, contribuind la propulsia spermei prin uretră.
La femeie, mușchiul bulbospongios presează penisul erect ca niște pernițe, prin comprimarea bulbilor vestibulari. Simultan turgescenței și alungirii relative a clitorisului, glandul clitoridian se aplică pe penis în timpul actului sexual.